# Carlos Ernani Rosado Soares
Carlos Ernani Rosado Soares (Mossoró, 1934 – 8 de outubro de 2016) foi um médico brasileiro.
Foi membro correspondente da Academia Nacional de Medicina.